# Wspólnota administracyjna Crimmitschau-Dennheritz
Wspólnota administracyjna Crimmitschau-Dennheritz (niem. Verwaltungsgemeinschaft Crimmitschau-Dennheritz) – wspólnota administracyjna w Niemczech, w kraju związkowym Saksonia, w okręgu administracyjnym Chemnitz, w powiecie Zwickau. Siedziba wspólnoty znajduje się w mieście Crimmitschau.
Wspólnota administracyjna zrzesza jedną gminę miejską oraz jedną gminę wiejską: 
- Crimmitschau
- Dennheritz